# Alojz Ihan
Alojz Ihan, slovenski zdravnik mikrobiolog in imunolog ter pesnik, pisatelj in esejist, * 23. julij 1961, Ljubljana.

## Življenjepis
Alojz Ihan je zdravnik, specialist klinične mikrobiologije in imunologije. Leta 1987 je diplomiral na Medicinski fakulteti v Ljubljani. Leta 1988 je pričel delati na Inštitutu za mikrobiologijo Medicinske fakultete v Ljubljani. Leta 1990 je magistriral iz imunologije z magistrskim delom z naslovom Izražanje in lastnosti receptorjev za IL-2 na celicah NK. Leta 1991 in 1992 je delal na nacionalnem inštitutu za raziskavo raka v Genovi. Naziv doktor medicinskih znanosti je pridobil leta 1993 z disertacijo: "Osamitev in opredelitev membranskih proteinov, ki opredeljujejo aloreaktivnost naravnih celic ubijalk pri človeku". Leta 1994 je bil izvoljen v naziv docent. Od leta 1997 je specialist iz klinične mikrobiologije. V naziv redni profesor za predmet Mikrobiologija in imunologija je bil izvoljen leta 2006. Zaposlen je kot profesor medicinske mikrobiologije in imunologije na Medicinski fakulteti v Ljubljani. Je predstojnik Katedre za mikrobiologijo in imunologijo Medicinske fakultete v Ljubljani ter vodja Oddelka za imunologijo na Inštitutu za mikrobiologijo Medicinske fakultete v Ljubljani. Strokovno in raziskovalno se ukvarja predvsem z diagnostiko prirojenih okvar imunskega sistema, ki jo Oddelek za imunologijo opravlja v sodelovanju s Pediatrično kliniko UKC Ljubljana. Drugo področje delovanja je priprava gensko spremenjenih limfocitov T (CAR-T) za namen protitumorske terapije, ki poteka v sodelovanju s Kliničnim oddelkom za hematologijo UKC Ljubljana. Je tudi glavni urednik zdravniške revije Isis.
Poleg strokovnega znanstvenoraziskovalnega dela v medicini se Alojz Ihan ukvarja tudi s književnostjo. Bil je urednik revij  Problemi,  Literatura, in  Sodobnost ter knjižne zbirke Aleph. Za pesniško zbirko Južno dekle je leta 1986 prejel Jenkovo nagrado ter leta 1987 nagrado Prešernovega sklada za pesniško zbirko Srebrnik. Za knjigo esejev Državljanski eseji je l. 2013 prejel Rožančevo nagrado. Slovenska znanstvena fundacija ga je za strokovne in poljudne prispevke o epidemiji covid-19 izbrala za komunikatorja znanosti za leto 2021.

## Znanstvenoraziskovalno delo
Pri raziskovalnem delu se Ihan ukvarja z medicino. Raziskovalni projekti in članki pretežno obravnavajo analize antigen predstavljajočih celic in limfocitov T v procesih prepoznavanja antigenov in aktivacije limfocitov T v kronično okuženih in vnetih sluznicah prebavil (kronični periapikalni parodontitis, gastritis povzročen z bakterijo Helicobacter pylori, Crohnova bolezen). Alojz Ihan je soavtor več patentov za imunomodulatorne snovi N-acilpeptide, ki po strukturi temeljijo na muramil peptidih bakterijske stene. Bibliografija prof. dr. Ihana obsega več kot 1500 enot (Cobiss), od tega nad 130 člankov v mednarodnih znanstvenih revijah, ki jih citira Science Citation Index (SCI), in 51 knjig, med katerimi je 18 univerzitetnih učbenikov, ostalo pa so predvsem leposlovje, poljudnoznanstvene knjige in njihovi prevodi v druge jezike. Poleg esejev in poljudnoznanstvenih člankov je tudi avtor poljudnih medicinskih knjig Imunski sistem in odpornost (Ljubljana, Mladinska knjiga 2000) in Do odpornosti z glavo (Mladinska knjiga 2003).

## Literarno delo
Alojz Ihan je oživil pripovedno pesem. V pesmih niso več tako močno poudarjena pomembnost ritmičnih in glasovnih sredstev, povečal pa je udarnost prenesenega smisla besedilne celote.  Pesnik se v pesmih tematsko osredotoča na tematiko politike, znanosti, estetike in erotike. Na objektiviziran način ubesedi vsakdanje prizore, dogodke in opise združuje s fantastiko, pravljičnostjo, bibličnimi motivi in liki. 
Zbirka Srebrnik vsebuje več besedil, ki spominjajo na parabolične zgodbe, eksemple in basni.  Življenje ni zajeto v stabilna bistva, pojme, ideje ali stanja, temveč ga ustvarjajo spremenljivi odnosi, položaji, primerjave ali sorazmerja. Zato tudi ni mogoča ena sama ali dokončna resnica, ampak razvoj spoznanja ter množica dopustnih pogledov. (Branja 4, 2003)

### Poezija
- Srebrnik  (Ljubljana, Književna mladina Slovenije - Aleph, 1985) (COBISS)
- Igralci pokra  (Ljubljana, Cankarjeva založba, 1989) (COBISS)
- Pesmi  (Ljubljana, Emonica, 1989) (COBISS)
- Ritem  (Celovec.' Wieser, 1993) (COBISS)
- Južno dekle  (Ljubljana, Mihelač, 1995) (COBISS)
- Salsa  (Ljubljana, Mladinska knjiga, 2003) (COBISS)
- Vsaka ljubezen je pesem: najlepše slovenske ljubezenske pesmi po izboru slovenskih pesnikov (Ljubljana : Društvo slovenskih pisateljev, 2004) (COBISS)

### Romanopisje
- Hiša  (Ljubljana, Emonica, 1997) (COBISS)
- Romanje za dva … in psa  (Ljubljana, Študentska založba - Beletrina, 1998) (COBISS)
- Hvalnica rešnjemu telesu (Ljubljana, Cankarjeva založba, 2011) (COBISS)
- Slike z razstave (Ljubljana, Študentska založba - Beletrina, 2013) (COBISS)
- Karantena (Ljubljana, Študentska založba - Beletrina, 2022)

### Esejistika
- Platon pri zobozdravniku  (Ljubljana, Cankarjeva založba, 1997) (COBISS)
- Deset božjih zapovedi  (Ljubljana, Študentska založba - Koda, 2000) (COBISS)
- Državljanski eseji  (Ljubljana, Študentska založba - Koda, 2012)
- Čas nesmrtnosti (2016)
- Skupinska slika z epidemijo (2022)

### Poljudnoznansvene knjige
- Imunski sistem in odpornost : kako se ubranimo bolezni(Ljubljana, Mladinska knjiga, 2000) (COBISS)
- Do odpornosti z glavo (Ljubljana, Mladinska knjiga, 2003) (COBISS)

### Strokovne knjige
- IHAN, Alojz (avtor, urednik). Osnove medicinske imunologije. Ljubljana: Medicinska fakulteta, Inštitut za mikrobiologijo in imunologijo, Katedra za mikrobiologijo in imunologijo, 2020. 223 str., ilustr. ISBN 978-961-95091-1-1. [COBISS.SI-ID  28410371https://plus.si.cobiss.net/opac7/bib/28410371?lang=sl]
- Klinična uporaba analize limfocitnih populacij s pretočnim citometrom (Kranj: Kemomed, 1999)(COBISS)

## Nagrade
- nagrada Goranov vijenac za najboljši nenatisnjeni pesniški rokopis na področju tedanje Jugoslavije, prvo nagrado festivala poezije v Titovem Vrbasu, 1985
- Nagrada Prešernovega sklada za knjigo Srebrnik, 1986
- Nagrada Zlata ptica Arhivirano 2012-02-26 na Wayback Machine., 1986
- Jenkova nagrada za pesniško zbirko Južno dekle, 1996
- Rožančeva nagrada za esejistično knjigo Državljanski eseji
- naziv Komunikator znanosti za leto 2021, ki ga podeljuje Slovenska znanstvena fundacija (SZF)